# Morosaglia
 Morosaglia  là một xã ở tỉnh Haute-Corsetrên đảo Corse, Pháp. Xã này có diện tích 24 km², dân số năm 1999 là 1008 người. Khu vực này có độ cao trung bình 860 mét trên mực nước biển. Xã này có chung tổng Castifao-Morosaglia với 9 xã khác: Asco, Bisinchi, Castello-di-Rostino, Castifao, Castineta, Gavignano, Moltifao, Saliceto, Valle-di-Rostino.
Morosaglia có cự ly 40 kilômét (25 mi) to the về phía đông bắc của Corte ở Castagniccia. 